# Вибори польсько-литовського короля 1648
Обрання нового монарха Речі Посполитої після смерті короля Владислава IV Вази 20 травня 1648 року. Вибори розпочалися 6 жовтня 1648 року і завершилися 20 листопада 1648 року обранням Яна Казимира Вази польським королем і великим князем литовським.

## Перед виборами. Кандидати

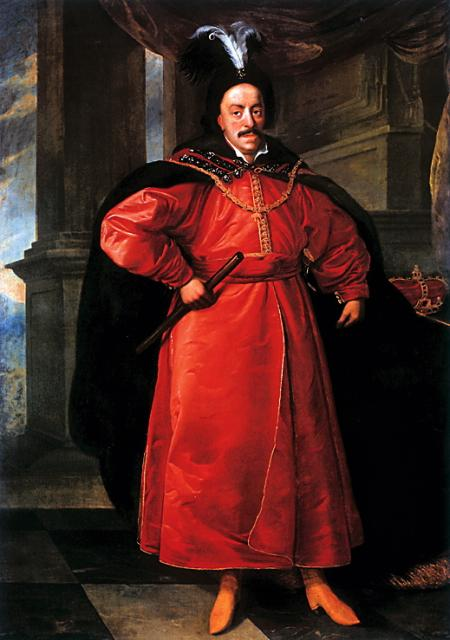
Ян Казимир, картина Даніеля Шульца

Смерть Владислава Вази в Меречі, Литва, не була несподіванкою, оскільки король роками страждав від подагри та хвороби нирок. Однак він помер у небезпечний для Речі Посполитої період Хмельниччини. За звичаєм, що склався протягом останніх трьох міжкоролів'їв, владу в Речі Посполитій перебрав інтеррекс — примас Мацей Лубенський, однак через його похилий вік ініціативу під час міжкоролів'я перебрав великий канцлер коронний Єжи Оссолінський. Значний вплив на хід майбутніх виборів мала війна в Україні. У той час виникли дві партії: примирлива партія на чолі з Оссолінським і брацлавським воєводою Адамом Киселем та військова партія, згуртована навколо Яреми Вишневецького та Олександра Конєцпольського, підтримували різних кандидатів. Яна Казимира підтримала примирлива партія та вдова короля Людовика Марія, а його брата Кароля Фердинанда, єпископа Вроцлава, підтримала військова партія та католицькі єпископи. Окрім двох братів покійного короля, Жигимонт Ракоці (1622—1652), син Георгія Ракоці, князя Трансільванії, також був серйозним кандидатом на трон. Як протестант користувався переважно підтримкою дизунівців, протестантських і православних дисидентів, а спочатку й лідера козацького повстання Богдана Хмельницького.
Конвокаційний сейм, який засідав у Варшаві з 16 липня по 1 серпня 1648 р., став ареною зіткнень обох фракцій. Винуватцями вибуху повстання в Україні були покійний король і канцлер Оссолінський. Попри суперечки, конвокаційний сейм, перетворений на генеральну конфедерацію, погодився на пропозицію Оссолінського розпочати переговори з Богданом Хмельницьким з метою розірвання козацько-татарського союзу, водночас заснувавши три полки для управління військом.

## Вибори

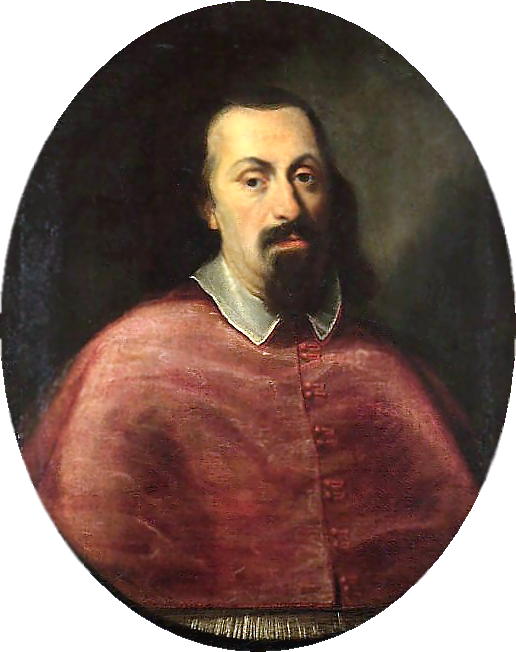
Кароль Фердинанд Ваза, картина Даніеля Шульца

Вибори, що розпочалися 6 жовтня 1648 року, були затьмарені нищівною поразкою військ Речі Посполитої під Пилявцями. Хоча в поразці одностайно звинувачували полки Заславський, Острорузький і Конєцпольський, тобто прихильників кандидатури Карла Фердинанда, результат виборів був невизначеним. Як і під час виборів 1587 року, магнатські прихильники обох кандидатів розгорнули власні війська навколо виборчого поля. Побоювалися, що за майже рівних шансів обох кандидатів — Яна Казимира та Карла Фердинанда — можуть відбутися подвійні вибори. Ситуація не змінила підтримки, яку надали Яну Казимиру вдова короля Владислава, Людвіка Марія, а також двори Франції, Бранденбурга та Швеції. Перемогою табору Яна Казимира стало призначення головою сейму Філіпа Казимира Обуховича, який був прихильним до старшого князя. Третій серйозний кандидат, Жигимонт Ракоці, перестав рахуватися після смерті 11 жовтня свого батька Дєрдя I Ракоці. Саме тоді гетьман Януш Радзивілл, який підтримував трансільванську кандидатуру, уклав угоду з Яном Казимиром. В обмін на обіцянки задовольнити вимоги протестантів і православних князь отримав підтримку табору дисидентів. Перемогу Яна Казимира закріпив Богдан Хмельницький, який стояв біля Замостя з 200-тисячною армією, підтримавши в листі до Вишневецького зусилля старшого брата здобути корону. Підтримка Хмельницького (тобто визнання козаками Яна Казимира королем) була важливою, оскільки означала принаймні тимчасове відтермінування збройного протистояння, тоді як обрання Карла Фердинанда означало б для польсько-литовської сторони продовження війни в умовах поразки. Тому 11 листопада Карл Фердинанд зняв свою кандидатуру й отримав натомість Опольсько-Рацібозьке князівство та два багатих абатства в Речі Посполитій. Ян Казимир був обраний королем 20 листопада 1648 року, через три дні він затвердив pacta conventa, а примас Лубенський склав акт номінації. 17 січня 1649 року у Вавельському соборі відбулася церемонія коронації нового короля.